# Natureza-morta Viva
Natureza-Morta Viva é um quadro do pintor espanhol Salvador Dalí.